# 京橋町 (広島市)

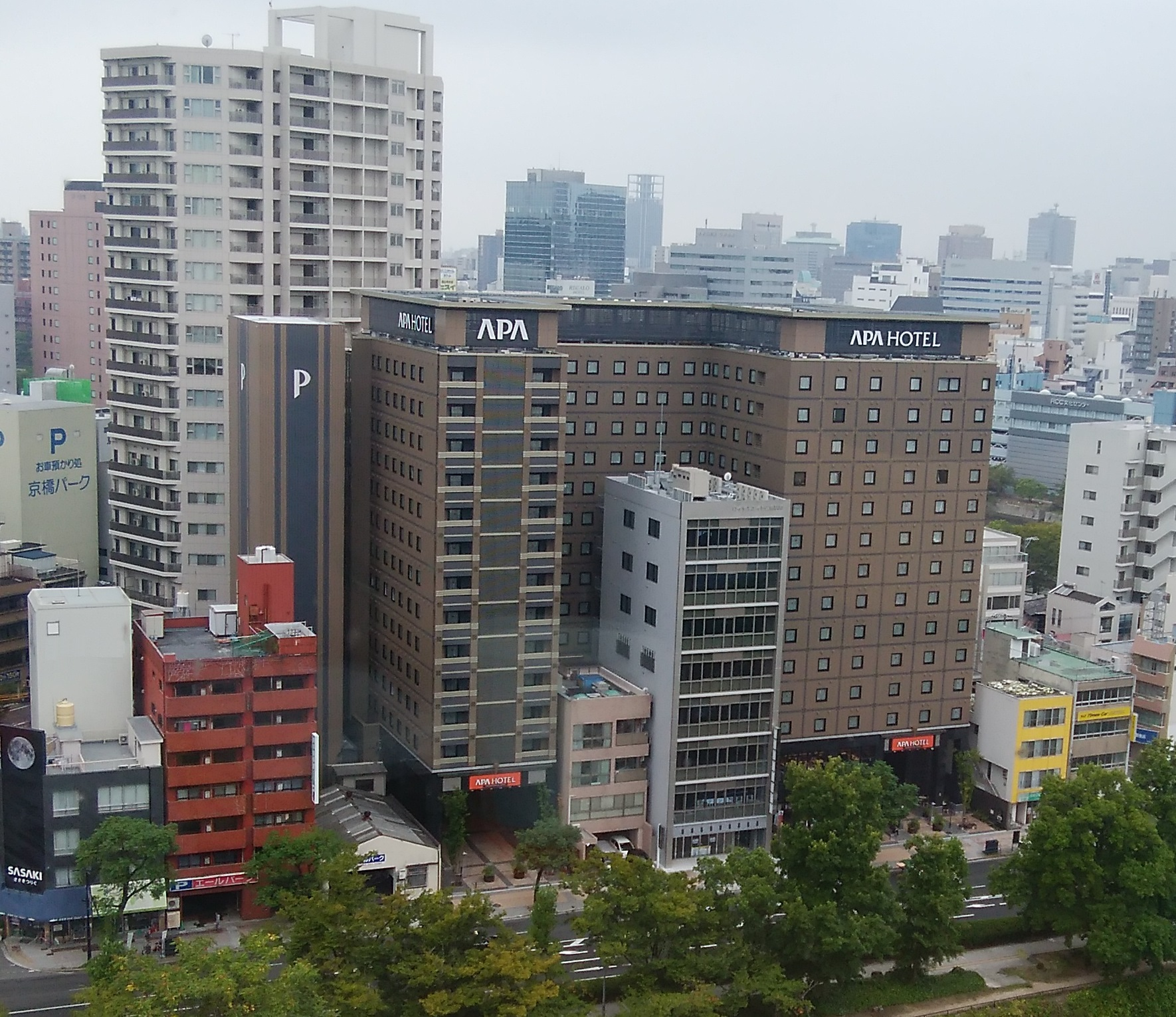
アパホテル広島駅前大橋

京橋町（きょうばしちょう）は、広島県広島市南区の町名。住居表示実施済み。丁番の設定がない単独町名である。郵便番号は732-0828（宇品郵便局管区）。

## 地理
広島駅から猿猴川を挟み南側に位置し、西側には京橋川を挟んで中区と隣り合っている。

## 歴史
初代広島城主毛利輝元時代から由緒ある町である。毛利氏在城の時、たびたび京に入覲した。往復し、通り過ぎる所の郭門を京口門と称し、橋を京橋と称した。町名はその橋名に起因する。1880年1月、段原村の内2段6畝5歩を当町に属した。

### 地名の由来
町内にかかる京橋より名づけられた。京橋がかかる川は京橋川と呼ばれる。

## 人口
1925年（大正14年）末の戸数・人口は、198・884。2017年（平成29年）10月末の世帯数・人口は、424・667。

## 経済

### 店舗・企業
- インタフェース 本社
- 賀来商店
- 京セラ 広島第2営業所
- コスモ石油 広島支店エリアマーケティンググループ、同支店総括スタッフ、同支店販売グループ・産業燃料グループ
- 住電商事 西部支社
- 三井生命 保険城南通り営業部、広島駅前営業部
- 三晃金属工業 中国支店
- JRバス中国 本社
  - 西日本バスネットサービス
- シチズン時計 広島支店
- 日水コン 広島支所
- ニチハ 広島営業所、広島ショールーム
- 5コーポレーション

### コンビニエンスストア
- セブン-イレブン 広島京橋町店
- セブン-イレブン 広島京橋東店
- ローソン アパホテル広島駅前大橋店

### 旅館・ホテル
- アパホテル 広島駅前大橋
- 広島グランドインテリジェントホテル

### 金融機関
- 広島市信用組合 駅前支店

### 商工業
『日本紳士録』や『広島県紳士録 昭和8年版』によると、京橋町の商工業者は、かつて以下の人物が存在した。
- 陶器商の河村、雑貨商の島本、呉服商の島本、重住、菅野（すげや）、呉服太物商の田中、土井、和洋紙商の隅田、医療理化学器商の谷本、医療器械商の谷本、乾物、漬物商の坪井、肥料素麺商の新見、酒造業の野村、醤油醸造業の保田、酒造業の松井、砂糖商の三戸、自転車商の福永、足袋製造業の横山、株式取引員の米田、紙商の吉田、旅館、料理業の吉村、布袋屋砂糖商の和田、砂糖麦粉商の和田などがいた。

### かつて存在した企業
- 島本商事[8] - 目的・金融及び土地家屋、有価証券の所有[8]。
  - 資本金：20万円[8]。
  - 設立：1921年（大正10年）10月[8]。無限責任社員・島本幸助、島本静吾[8]。

### 地主、家主
- 家主
  - 高地仙之助[6]
  - 隅田男一[9]
- 地主
  - 島本ヒサ[9]
  - 保田八十吉 - 地価金1万円以上の大地主である[10]。

## 地域

### 教育
- KATEKYO学院広島駅前校

### 健康・医療機関
- 新井内科
- 河村歯科クリニック
- 京橋心療クリニック
- 佐々木内科クリニック
- 心身健康センター
- すぐる歯科
- タマガワ矯正歯科クリニック

### 相談
- 畝川不動産鑑定士事務所
- 新谷土地家屋調査士事務所
- 鍋澤富子税理士事務所[11]
- 長野千秋税理士事務所[11]
- 平尾靖規税理士事務所[11]
- 森下邦夫税理士事務所[11]
- 司法書士めぐみ法務事務所
  - 司法書士・黒岡一義[12]
  - 司法書士・小室千恵[12]

### 宗教施設
- 専立寺（浄土真宗本願寺派）
- 源光院（浄土宗）
- 秀玉稲荷神社

### かつて存在した施設
- 京橋会館 - 復興住宅として1954年（昭和29年）に竣工された集合住宅。老朽化による使用停止の後、2011年（平成23年）に解体された。

## 交通

### 鉄道
町内に鉄道駅はないが、JR西日本 広島駅（山陽新幹線・山陽線・可部線・芸備線・呉線）、広島電鉄本線 稲荷町電停などが徒歩圏内にある。

## 出身・ゆかりのある人物

### 政治・経済
- 島本幸助（広島県多額納税者、呉服商）[5]
- 島本幸助（広島県多額納税者、島本商事代表社員[6]、広島株式取引所常務理事、前名は圭一）[6]
- 保田八十吉（広島県多額納税者[13]、銀行家・第百四十六国立銀行頭取、資産家[14]、大地主、広島市会議員、醤油醸造業） - 保田家は縄屋という家号の商家で、広島市第一流の門閥家である[13]。八十吉は縄屋の分家（新宅）の3代目である。
- 保田大吉（酒・醤油醸造業、谷口印刷、宮島ホテル各監査役）
- 松井亮吉（広島県多額納税者、酒造業）[5][7] - 祖先の松井伊右衛門が豊田郡小田の荘より出て寛永年間広島に創業した酒造業を継いだ[7]。
- 藤田一郎（実業家） - 藤田組（現在のフジタ）創業者。24歳の頃、弟の藤田定市とともに土木建築請負業を始めた地が台屋町（現在の広島県広島市南区京橋町）だった。

### 学術
- 大和菊代（女子専門教授）[6]

### 医療
- 石川省三（内科医師[9]、医学博士）[7]
- 佐々木篤行[5]
- 谷本芳樹（薬剤師）[7]

### 文化
- 山中雪人（日本画家）
- 松本清張（小説家） - 出生地が京橋町[注 1]。

### 芸能
- 山中秀樹（フリーアナウンサー）

### その他
- 木村弘[6]
- 三吉庫次郎[5]